# János Hungler
János Hungler (19 dicembre 1900 – Budapest, 24 marzo 1970) è stato un calciatore e allenatore di calcio ungherese, di ruolo difensore.

## Carriera
Giocò per quasi tutta la carriera nel Ferencváros, di cui fu anche capitano e con il quale vinse 4 campionati ungheresi (1925–26, 1926–27, 1927–28, 1933–34), 4 Coppe d'Ungheria (1922, 1927, 1928, 1933) e 1 Coppa dell'Europa Centrale (1928). Ebbe anche una breve esperienza in Nordamerica, nell'autunno del 1930, con i Fall River F.C.. Nel 1924 prese brevemente parte alla fallita esperienza del Blue Star Brno.

## Statistiche

### Cronologia presenze e reti in Nazionale
| Cronologia completa delle presenze e delle reti in nazionale ― Ungheria | Cronologia completa delle presenze e delle reti in nazionale ― Ungheria | Cronologia completa delle presenze e delle reti in nazionale ― Ungheria | Cronologia completa delle presenze e delle reti in nazionale ― Ungheria | Cronologia completa delle presenze e delle reti in nazionale ― Ungheria | Cronologia completa delle presenze e delle reti in nazionale ― Ungheria | Cronologia completa delle presenze e delle reti in nazionale ― Ungheria | Cronologia completa delle presenze e delle reti in nazionale ― Ungheria |
| Data                                                                    | Città                                                                   | In casa                                                                 | Risultato                                                               | Ospiti                                                                  | Competizione                                                            | Reti                                                                    | Note                                                                    |
| ----------------------------------------------------------------------- | ----------------------------------------------------------------------- | ----------------------------------------------------------------------- | ----------------------------------------------------------------------- | ----------------------------------------------------------------------- | ----------------------------------------------------------------------- | ----------------------------------------------------------------------- | ----------------------------------------------------------------------- |
| 24/10/1920                                                              | Berlino                                                                 | Germania                                                                | 1 – 0                                                                   | Ungheria                                                                | Amichevole                                                              | -                                                                       |                                                                         |
| 24/04/1921                                                              | Vienna                                                                  | Austria                                                                 | 4 – 1                                                                   | Ungheria                                                                | Amichevole                                                              | -                                                                       |                                                                         |
| 28/10/1923                                                              | Budapest                                                                | Ungheria                                                                | 2 – 1                                                                   | Svezia                                                                  | Amichevole                                                              | -                                                                       |                                                                         |
| 20/09/1925                                                              | Budapest                                                                | Ungheria                                                                | 1 – 1                                                                   | Austria                                                                 | Amichevole                                                              | -                                                                       |                                                                         |
| 04/10/1925                                                              | Budapest                                                                | Ungheria                                                                | 0 – 1                                                                   | Spagna                                                                  | Amichevole                                                              | -                                                                       | 38’                                                                     |
| 10/04/1927                                                              | Budapest                                                                | Ungheria                                                                | 3 – 0                                                                   | Jugoslavia                                                              | Amichevole                                                              | -                                                                       | 54’                                                                     |
| 24/04/1927                                                              | Praga                                                                   | Cecoslovacchia                                                          | 4 – 1                                                                   | Ungheria                                                                | Amichevole                                                              | -                                                                       |                                                                         |
| 25/03/1928                                                              | Budapest                                                                | Ungheria                                                                | 2 – 1                                                                   | Jugoslavia                                                              | Amichevole                                                              | -                                                                       |                                                                         |
| Totale                                                                  |                                                                         | Presenze                                                                | 8                                                                       |                                                                         | Reti                                                                    | 0                                                                       |                                                                         |

## Palmarès

### Club

#### Competizioni nazionali
- Campionato ungherese: 4

Ferencváros: 1925-1926, 1926-1927, 1927-1928, 1933-1934
- Coppa d'Ungheria: 4

Ferencváros: 1921-1922, 1926-1927, 1927-1928, 1932-1933
- National Challenge Cup: 1

Fall River F.C.: 1930

#### Competizioni internazionali
- Coppa dell'Europa Centrale: 1

Ferencvárosi FC: 1928